# Renault Megane E-Tech

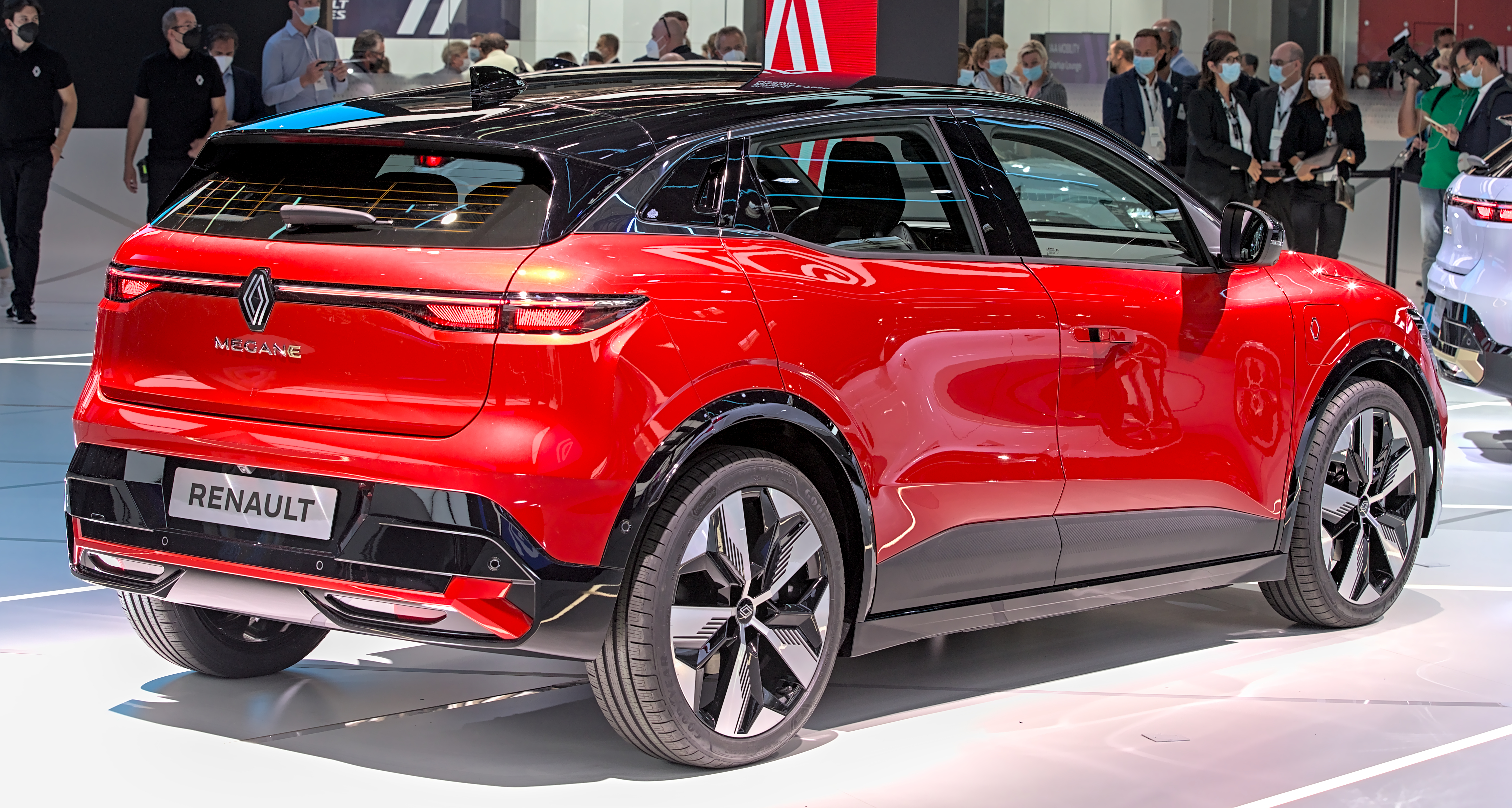
Heckansicht

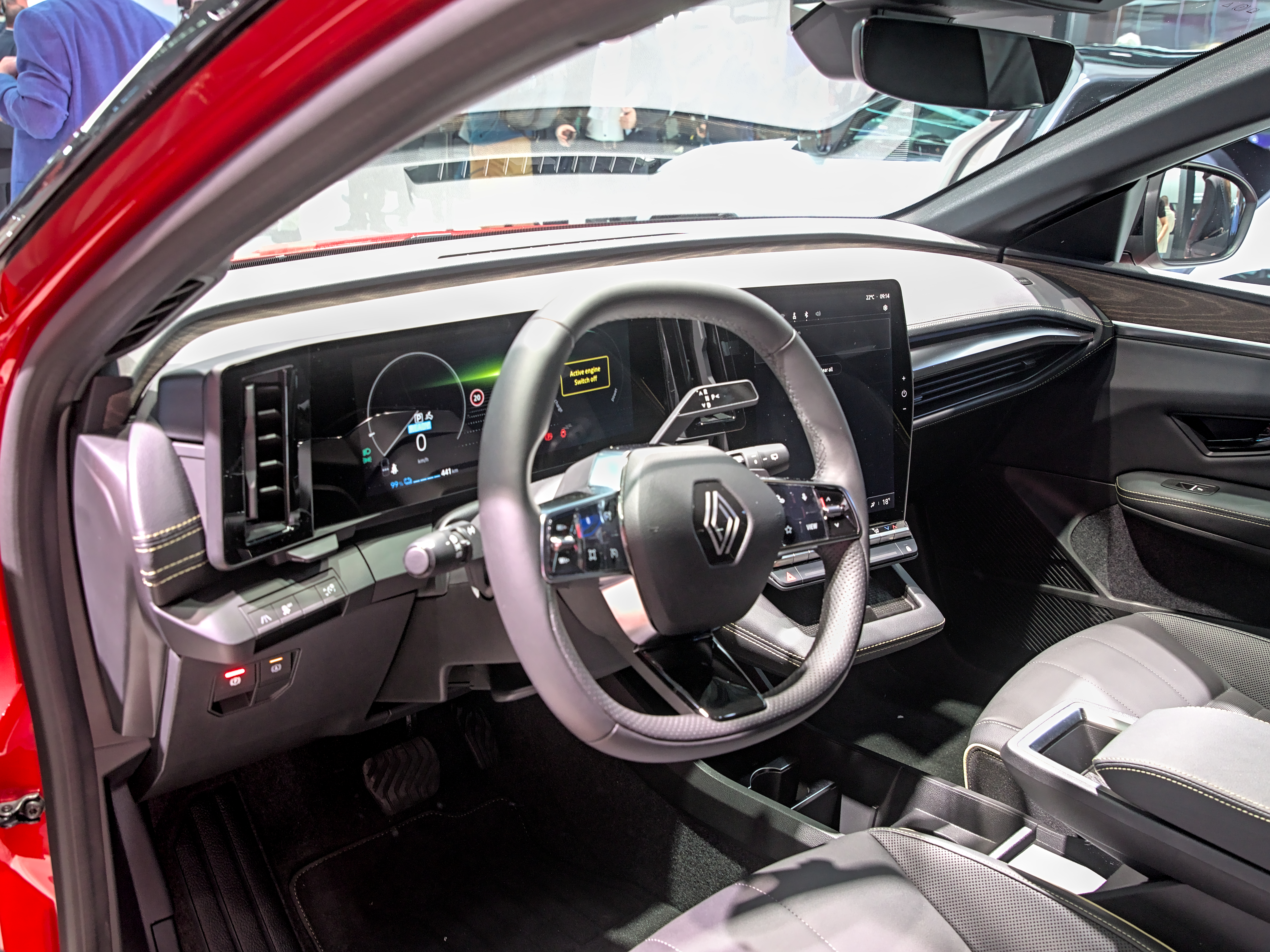
Innenansicht

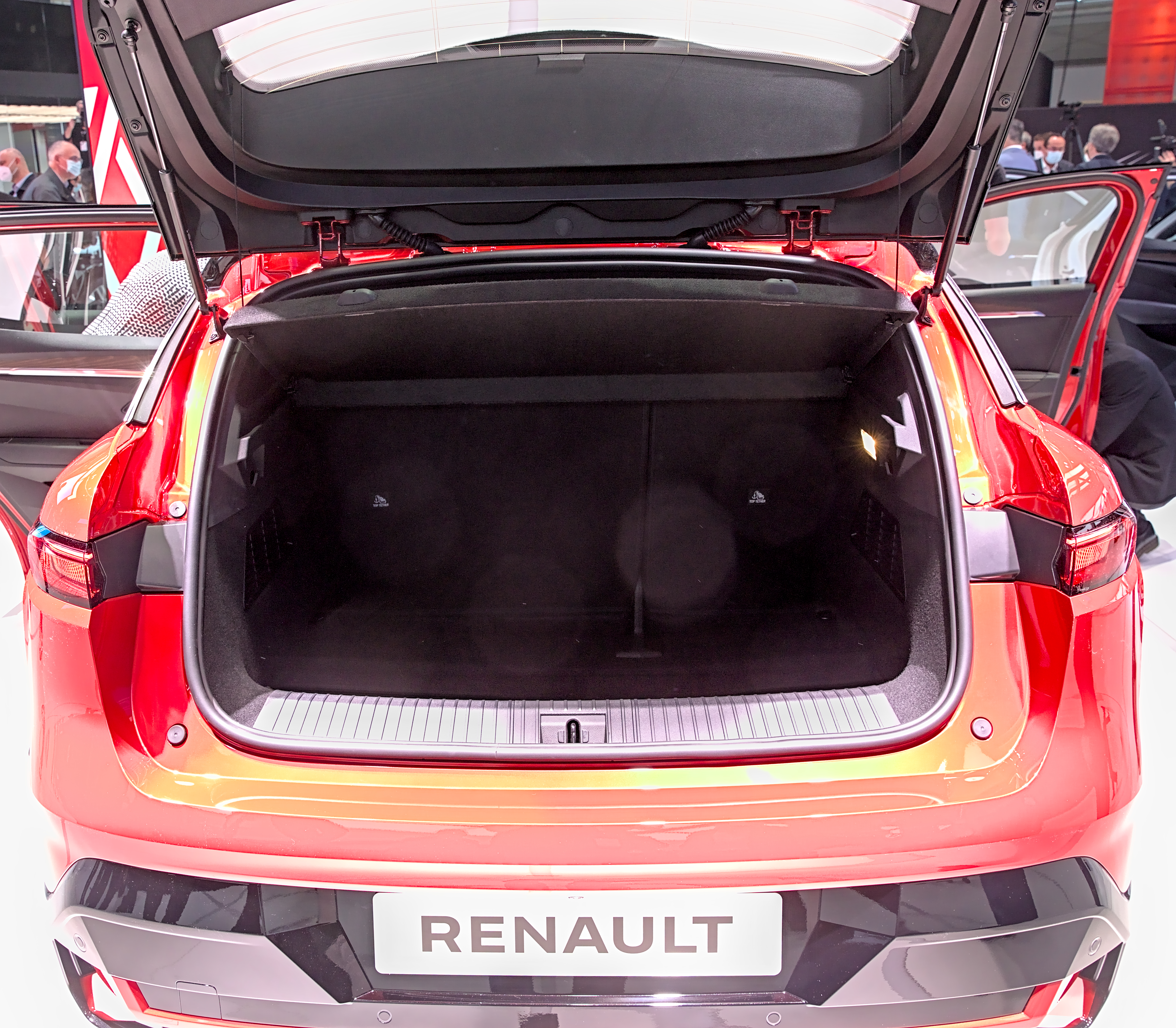
Kofferraum

Der Renault Megane E-Tech ist ein batterieelektrisch angetriebenes Fahrzeug von Renault, das seit 2021 produziert wird. Es bildet die fünfte Generation des Mégane und ist die erste mit einem elektrischen Antrieb, ersetzt jedoch nicht direkt die vierte Generation, die parallel weiter verkauft wird.

## Geschichte
Der Megane E-Tech (Projekt BCB) wurde am 6. September 2021 auf der Internationalen Automobil-Ausstellung 2021 in München vorgestellt.
Bei einem Werbefilm zur Veröffentlichung machte der Hersteller eine Anspielung auf Tesla mit dem Claim „inventée en France, pas en Californie, sorry“ („Erfunden in Frankreich, nicht in Kalifornien, sorry“).

## Sicherheit
Anfang 2022 wurde der Megane E-Tech vom Euro NCAP auf die Fahrzeugsicherheit getestet. Er erhielt fünf von fünf möglichen Sternen.

## Technik und Ausstattung
Der Wagen baut auf der modularen Renault CMF-EV-Plattform auf, die auch im Nissan Ariya verwendet wird.

### Interieur
Im Innenraum des Megane E-Tech gibt es zwei Bildschirme; zum einen ein 12-Zoll-Display als Instrumententafel und zum anderen einen Touchscreen in der Mittelkonsole mit einer Diagonale von 9 oder 12,3 Zoll (je nach Ausstattung) für das Infotainment-System. Die Software namens „OpenR link“ entwickelte Renault zusammen mit Google und basiert auf Android Automotive.

### Antriebsbatterie
Als Antriebsbatterie wurden ursprünglich zwei verschiedene Variante angeboten:
- 40 kWh Energieinhalt für eine Reichweite von rund 300 km (WLTP)
- 60 kWh Energieinhalt für eine Reichweite von rund 450 km (WLTP)

Seit März 2025 wird die Variante mit der 40-kWh-Batterie nicht mehr angeboten.
Die Antriebsbatterie wird von LG geliefert und hat ein flüssigkeitsbasiertes Thermomanagement.
Für den Brandfall hat der Boden innen im Fahrzeug eine spezielle Öffnung, die den Einsatzkräften der Feuerwehr einen Zugang zur Batterie ermöglicht. Für das Modell mit der kleineren 40-kWh-Batterie wird Stand Oktober 2021 keine Gleichstrom-Schnellladung mehr angeboten.

### Ausstattung
Für den Megane E-Tech sind unter anderem folgende Ausstattungsmerkmale verfügbar:
- Rückfahrkamera
- Klimaautomatik
- LED-Scheinwerfer und LED-Rückleuchten
- adaptiver Tempomat
- induktive Ladestation für Mobiltelefone
- Harman-Kardon Soundsystem
- fest oder abnehmbare Anhängekupplung, je nach Version bis 900 kg Zugkapazität[14]

Folgende Karosseriefarben werden angeboten
- gris rafale (silbergrau)
- gris schiste (dunkelgrau)
- bleu nocturne (dunkelblau)
- rouge flamme (rot)
- noir étoile (schwarz)
- blanc glacier (weiß)

## Technische Daten
|                                                | EV40 130 hp standard charge         | EV40 130 hp boost charge            | EV60 130 hp optimum charge          | EV60 220 hp optimum charge          |
| ---------------------------------------------- | ----------------------------------- | ----------------------------------- | ----------------------------------- | ----------------------------------- |
| Bauzeitraum                                    | 06/2022–10/2022                     | 06/2022–03/2025                     | 06/2022–03/2025                     | seit 06/2022                        |
| Motorkenndaten                                 |                                     |                                     |                                     |                                     |
| Motortyp                                       | Elektromotor                        | Elektromotor                        | Elektromotor                        | Elektromotor                        |
| Motorbauart                                    | Fremderregter Synchron-Elektromotor | Fremderregter Synchron-Elektromotor | Fremderregter Synchron-Elektromotor | Fremderregter Synchron-Elektromotor |
| max. Leistung bei min−1                        | 96 kW (131 PS)/3954–11.155          | 96 kW (131 PS)/3954–11.155          | 96 kW (131 PS)/3954–11.155          | 160 kW (218 PS)/5474–11.688         |
| Dauerleistung bei min−1                        | 55 kW (75 PS)/3954–11.155           | 55 kW (75 PS)/3954–11.155           | 55 kW (75 PS)/3954–11.155           | 55 kW (75 PS)/3954–11.155           |
| max. Drehmoment bei min−1                      | 250 Nm/100–3311                     | 250 Nm/100–3311                     | 250 Nm/100–3311                     | 300 Nm/100–4714                     |
| Kraftübertragung                               |                                     |                                     |                                     |                                     |
| Antrieb                                        | Vorderradantrieb                    | Vorderradantrieb                    | Vorderradantrieb                    | Vorderradantrieb                    |
| Getriebe                                       | Eingang-Untersetzungsgetriebe       | Eingang-Untersetzungsgetriebe       | Eingang-Untersetzungsgetriebe       | Eingang-Untersetzungsgetriebe       |
| Antriebsbatterie                               |                                     |                                     |                                     |                                     |
| Zellchemie                                     | NMC                                 | NMC                                 | NMC                                 | NMC                                 |
| Energieinhalt                                  | 40 kWh                              | 40 kWh                              | 60 kWh                              | 60 kWh                              |
| Messwerte                                      |                                     |                                     |                                     |                                     |
| Höchstgeschwindigkeit                          | 150 km/h                            | 150 km/h                            | 150 km/h                            | 160 km/h                            |
| Beschleunigung, 0–100 km/h                     | 10,0 s                              | 10,0 s                              | 10,5 s                              | 7,4 s                               |
| Energieverbrauch auf 100 km (WLTP, kombiniert) | 15,8 kWh                            | 15,8 kWh                            | 15,5 kWh                            | 16,1 kWh                            |
| Reichweite nach WLTP                           | 300 km                              | 300 km                              | 470 km                              | 450 km                              |
| Max. Ladeleistung (AC)                         | 7 kW                                | 22 kW                               | 22 kW                               | 22 kW                               |
| Max. Ladeleistung (DC)                         | —                                   | 85 kW                               | 130 kW                              | 130 kW                              |
| Ladedauer DC 0–80 %                            | —                                   | 38 min                              | 42 min                              | 42 min                              |
| Leergewicht mit Fahrer                         | 1642 kg                             | 1670 kg                             | 1741 kg                             | 1783 kg                             |
| zulässiges Gesamtgewicht                       | 2017 kg                             | 2045 kg                             | 2116 kg                             | 2168 kg                             |

## Zulassungszahlen in Deutschland
Seit dem Marktstart bis einschließlich Dezember 2024 wurden in der Bundesrepublik Deutschland insgesamt 15.578 batterie-elektrisch angetriebene Megane neu zugelassen.
|  |

|  |

|  |

|  |

|  |

|  |

|  |

|  |

|  |

|  |

|  |

|  |

|  |

|  |

|  |

|  |

|  |

|  |

|  |

|  |

|  |

|  |

|  |

|  |

|  |

|  |

|  |

|  |

|  |

|  |

|  |

|  |

|  |

|  |

|  |

|  |

|  |

|  |

|  |

|  |

|  |

|  |

|  |

|  |

|  |

|  |

|  |

|  |

|  | Vorderradantrieb (15.578) |

|  | Vorderradantrieb (15.578) |